# Cyanotis pedunculata
Cyanotis pedunculata là một loài thực vật có hoa trong họ Commelinaceae. Loài này được Merr. mô tả khoa học đầu tiên năm 1915.